# John Malkovich
John Gavin Malkovich (Christopher, Illinois, 9. prosinca  1953.) je američki glumac, producent i redatelj hrvatskoga, njemačkoga i škotskoga podrijetla. Poznat je po nizu zapaženih uloga u filmovima a ima čast da je nastupio u filmu Biti John Malkovich koji je po njemu dobio ime.

## Životopis
John Gavin Malkovich rođen je u gradu Christopheru u državi Illinois, u obitelji hrvatskih iseljenika iz Ozlja s očeve i njemačkih i škotskih iseljenika s majčine strane. Odrastao je u gradu Bentonu, gdje mu je otac Daniel Malkovich bio ravnatelj konzervatorskoga odjela te izdavač konzervatorskoga časopisa Outdoor Illinois, a majka Joe Anne bila je novinarka u lokalnim novinama, Benton Evening News, koje su bile u vlasništvu njezine obitelji do 1986. godine. Zbog djelatnosti Daniela Malkovicha obitelj Malkovich bila je poznata kao jedna od osnivača pokreta za očuvanje okoliša u Illinoisu. Johna Malkovich bio je popularan student, bavio se je glumom i športom u Benton High School. Pojavio se je u nekoliko predstava i glazbenih događanja. Bio je također član folk/rock glazbenog tria, a organizator i član lokalnog ljetnog kazalištnog projekta 1972. godine. Nakon svjedodžbe iz srednje škole, upisao je Estern Illinois University smjer ekologija koja je bila obiteljska tradicija ali nakon nekoga vremena prešao je u Illinois State University gdje je počeo studirati glumu.
Godine 1976. Malkovich je u Chicagu zajedno s kolegama glumcima osnovao poznatu kazališnu družinu Steppenwolf Theatre Company. Dvije godine nakon toga imao je prvi filmski nastup kao statist u Altmanovom filmu Vjenčanje. Glumio je u spotu Annie Lennox Walking On Broken Glass, posudivši kostim za svoj glazbeni izlet sa seta Opasnih veza. 
U New Yorku je nastupao u Steppenwolfovoj produkciji drame Sama Sheparda pod nazivom True West za koju je osvojio Nagradu Obie. Godine 1984. Malkovich je režirao Steppenwolfovu koprodikciju - ponovno izvođenje drame Lanforda Wilsona Balm in Gilead, za koju je dobio Obie i nagradu Drama Desk. Iste godine imao je i svoj broadwayski debi kao Biff u Smrti trgovca, gdje je Dustin Hoffman tumačio ulogu Willyja Lomana. Malkovich je godinu dana kasnije za istu ulogu dobio Emmy.
Prva prava filmska uloga koju je Malkovich imao bio je Mr. Will, slijepi podstanar u filmu Mjesto u srcu, 1984. godine. Za tu je ulogu Malkovich nominiran za Oscara. Iste je godine tumačio ulogu Ala Rockoffa u filmu Polja smrti. Sljedeći zapaženi nastup je bio u filmu Carstvo sunca Stevena Spielberga.

## Filmografija
| Godina | Film                                                      | Uloga                            | Zapisi                      |
| ------ | --------------------------------------------------------- | -------------------------------- | --------------------------- |
| 1984.  | Mjesto u srcu                                             | Mr. Will                         | nominacija za Oskara        |
| 1984.  | Polja smrti                                               | Al Rockoff                       |                             |
| 1984.  | True West                                                 | Lee                              |                             |
| 1985.  | Smrt trgovca                                              | Biff Loman                       | (tv film)                   |
| 1985.  | Eleni                                                     | Nick Gage                        |                             |
| 1986.  | Rocket to the Moon                                        | Ben Stark                        | (tv film)                   |
| 1987.  | Staklena menažerija                                       | Tom Wingfield                    |                             |
| 1987.  | Making Mr. Right                                          | Dr. Jeff Peters/Ulysses          |                             |
| 1987.  | Carstvo sunca                                             | Basie                            |                             |
| 1988.  | Miljama od kuće                                           | Barry Maxwell                    |                             |
| 1988.  | Opasne veze                                               | Vicomte Sébastien de Valmont     |                             |
| 1990.  | Čaj u Sahari                                              | Port Moresby                     |                             |
| 1991.  | Old Times                                                 | Deeley                           | (tv film)                   |
| 1991.  | The Object of Beauty                                      | Jake                             |                             |
| 1991.  | Queenska logika                                           | Elliot                           |                             |
| 1992.  | Sjene i magla                                             | Clown                            |                             |
| 1992.  | O miševima i ljudima                                      | Lennie Small                     |                             |
| 1992.  | Jennifer Eight                                            | Agent St. Anne                   |                             |
| 1993.  | Na vatrenoj liniji                                        | Mitch Leary                      | nominacija za Oscara        |
| 1993.  | Alive                                                     | Old Carlitos                     |                             |
| 1994.  | Srce tame                                                 | Kurtz                            | (tv film)                   |
| 1995.  | O Convento                                                | Michael                          | (glas)                      |
| 1995.  | Beyond the Clouds                                         | The director                     |                             |
| 1996.  | Mary Reilly                                               | Dr. Henry Jekyll/Mr. Edward Hyde |                             |
| 1996.  | Portret jedne dame                                        | Gilbert Osmond                   |                             |
| 1996.  | The Ogre                                                  | Abel Tiffauges                   |                             |
| 1997.  | Con Air                                                   | Cyrus 'The Virus' Grissom        |                             |
| 1998.  | Čovjek sa željeznom maskom                                | Athos                            |                             |
| 1998.  | Kockari                                                   | Teddy KGB                        |                             |
| 1999.  | Biti John Malkovich                                       | John Horatio Malkovich           |                             |
| 1999.  | Ivana Orleanska                                           | Karlo VII., kralj Francuske      |                             |
| 2000.  | Sjena vampira                                             | F.W. Murnau                      |                             |
| 2000.  | Jadnici (miniserija)                                      | Javert                           |                             |
| 2001.  | Čvrsti momci                                              | Teddy Deserve                    |                             |
| 2002.  | Revolucija i strast                                       | Abimael Guzman                   | redatelj                    |
| 2002.  | Napoleon (mini/TV serija)                                 | Charles Talleyrand               |                             |
| 2002.  | Ripleyjeve igre                                           | Tom Ripley                       |                             |
| 2003.  | Johnny English                                            | Pascal Sauvage                   |                             |
| 2003.  | Um Filme Falado                                           | Captain John Walesa              |                             |
| 2003.  | Adaptacija                                                | Glumio sam sebe                  |                             |
| 2004.  | Libertine: Otrov za žene                                  | Karlo II., kralj Engleske        |                             |
| 2005.  | Vodič kroz galaksiju za autostopere                       | Humma Kavula                     |                             |
| 2005.  | Colour Me Kubrick                                         | Alan Conway                      |                             |
| 2006.  | Umjetnička škola - povjerljivo                            | Professor Sandiford              |                             |
| 2006.  | Eragon                                                    | Galbatorix                       |                             |
| 2006.  | Klimt                                                     | Gustav Klimt                     |                             |
| 2006.  | The Call                                                  | Priest                           | kratki film                 |
| 2007.  | Drunkboat                                                 | Mort                             |                             |
| 2007.  | In Transit                                                | Pavlov                           |                             |
| 2007.  | Beowulf                                                   | Unferth                          |                             |
| 2007.  | Polis is This: Charles Olson and the Persistence of Place | Himself                          | Nezavisni dokumentarni film |
| 2008.  | Mutantske kronike                                         | Constantine                      | Nezavisni film              |
| 2008.  | Vrtovi noći                                               | Michael                          |                             |
| 2008.  | Spaliti nakon čitanja                                     | Osborne Cox                      |                             |
| 2008.  | Zamjena                                                   | Reverend Briegleb                |                             |
| 2008.  | Veliki Buck Howard                                        | Buck Howard                      |                             |
| 2008.  | Disgrace                                                  | David Lurie                      |                             |
| 2008.  | Afterwards                                                | Dr. Joseph Kay                   |                             |
| 2010.  | Jonah Hex                                                 | Quentin Turnbull                 |                             |
| 2012.  | Crossbones (tv serija)                                    | Edward Teach                     |                             |

### Redatelj
- Johnny Loves Bobby (1989.)
- Strap-Hanging (1999.)
- Revolucija i strast (2002.)
- Blazing Satchels (2008.)

### Producent
- Slučajni turist (1988.)
- Svijet duhova (2001.)
- Revolucija i strast (2002.)
- Libertine: Otrov za žene (2004.)
- Kill the Poor (2006.)
- Umjetnička škola - povjerljivo (2006.)
- Juno (2007.)

## Politika
Malkovich se politički izjašnjava kao liberal, a poznat je kao vatreni zagovornik smrtne kazne. Tako je 1994. bocom šampanjca proslavio pogubljenje serijskog ubojice Johna Waynea Gacya. Njegovi desničarski stavovi, zbog kojih njegovi pretežno ljevičarski kolege iz Hollywooda ponekad misle kako se šali, odrazili su se i na njegov redateljski debi Dancer Upstairs iz 2001. godine.
Glumac William Hootkins koji je radio s Malkovichem izjavio je: "U stvari, on je takav desničar morate se čuditi ako se šali."

## Osobni život
Godine 1982. Malkovich se vjenčao s Glenne Headley, a iste godine preselili su se u New York. Godine 1988. Malkovich je postao filmska zvijezda zahvaljujući ulozi Valmonta u Opasnim vezama gdje mu je partnerica bila Michelle Pfeiffer. S njome je imao kraću ljubavnu vezu zbog koje se je razveo od supruge Glenne Headley. Godinu dana kasnije nastupio je u filmu The Sheltering Sky gdje je upoznao Nicolettu Peyran s kojom je u vezi od 1989. godine. Imaju dvoje djece, Amandine (1990 -) i Lowry (1992 -).

## Zanimljivosti
- Malkovich često svira gitaru i još neke glazbene instrumente. Obožava Portugal, pa je uz kuću suvlasnik i lisabonskog disko-kluba po imenu Lux. Može se pohvaliti kako je također jedan od vlasnika njujorškog kluba Man Ray (skupa s Johnnyjem Deppom i Seanom Pennom), a vlasnik je i hotela u Walesu.
- U Francuskoj je živio do 2009. godine kada se je vratio u SAD.[10]
- Kaže da ne ide u kino, a kao jednu od najvećih strasti navodi modu – pokrenuo je vlastitu liniju za muškarce po imenu Uncle Kimono te se uvijek rado odaziva na šetnju po pisti za Pradu i Yohjija.
- Godine 1990. u pjesmi Nenada Bacha, "Can We Go Higher?", recitirao je na hrvatskom jeziku stihove Lijepe naše.[11]
- Godine 2002. u nastupu na Cambridge Union Society, kada ga je jedan novinar upitao s kime bi se najradije "borio do smrti", Malkovich je odgovorio kako bi "radije samo pucao" na novinara Roberta Fiska i britanskoga političara Georgea Gallowaya.[12]